# Leskia bwambana
Leskia bwambana là một loài ruồi trong họ Tachinidae.